# Катонин, Евгений Иванович
Евге́ний Ива́нович Като́нин (24 марта [5 апреля] 1889, Одесса — 27 февраля 1984, Киев) — советский архитектор. Член Союза архитекторов (1933), профессор (1937), доктор архитектуры (1945), действительный член Академии архитектуры Украинской ССР (1956), заслуженный архитектор УССР (1975).

## Биография

Фрунзенский универмаг, Ленинград (1939)

Родился в семье выходца из Бессарабии Ивана Григорьевича Катонина, строителя, владельца предприятия по производству цементных труб в Одессе. Мать — Анна Антоновна, этническая гречанка. 
В 1918 году окончил Высшее художественное училище при Императорской Академии художеств (мастерская Л. Н. Бенуа). Дипломная работа: «Дворец правосудия».
До 1948 года работал в Ленинграде. В составе авторского коллектива во главе с И. А. Фоминым работал над составлением генерального плана Ленинграда (1919—1923 гг.). Участвовал в осуществлении ленинского плана монументальной пропаганды, в реставрации ряда исторических зданий (Зимний дворец, Биржа, Кунсткамера и др.). Получил первую премию на конкурсе по увековечиванию места пушкинской дуэли (1925), организованном обществом «Старый Петербург» совместно с Пушкинским Домом. 
В 1920–1930-е гг. участвовал в разработке Генерального плана развития Ленинграда, в создании известных архитектурных объектов, таких как ЦПКиО, стадион «Динамо» на Крестовском острове. Принял участие в формировании застройки Московского проспекта, входя в состав авторских коллективов проектов универмага «Фрунзенский» (1933–1938), ансамбля Московской площади (1938–1940) и др. После Великой Отечественной войны 1941–45 гг. входил в число авторов проектов Московского парка Победы (1945) и реконструкции сквера на площади Искусств (1946). 
С 1948 года переехал в Киев, преподавал в Киевском государственном художественном институте. Возглавлял группу киевских архитекторов, выигравших конкурс на строительство станции «Киевская»-кольцевая Московского метрополитена (1953–1954). 

## Проекты и постройки

### В Ленинграде
- Реставрация деревянного Троице-Петровского собора (1923−1924 гг.);
- Боткинская заразная больница на Кременчугской ул. (1926 г.; соавторы В. А. Витман, В. В. Данилов; конкурс; проект рекомендован);
- Стадион «Динамо» на Крестовском острове (1931 г.; соавторы: В. А. Гайкович, Л. М. Поляков; конкурс);
- Центральный парк культуры и отдыха имени С. М. Кирова (1931 г.; совместно с В. В. Даниловым, В. А. Гайковичем, Т. И. Ичугиной, Л. М. Поляковым; конкурс);
- Эстрада симфонического оркестра в Центральном парке культуры и отдыха (построена);
- Универмаг Наркомснаба СССР (ок. 1933 г.; соавтор В. А. Гайкович; инж. С. И. Катонин);
- Универмаг «Фрунзенский» (1934—1938 гг.; построен);
- Дом Советов (1936 г.; соавтор Я. Н. Лукин, конкурс закрытый);
- Дом жилой Наркомпищепрома на Московском шоссе (1938 г.; соавтор Е. М. Соколов);
- Общегородской центр — Площадь у Дома Советов (1939—1940 гг.; соавторы: Н. В. Баранов, А. И. Наумов, А. А. Афонченко, Д. М. Баталов; конкурс открытый);
- Московский парк Победы (1945 г.; соавтор В. Д. Кирхоглани);

### В Москве

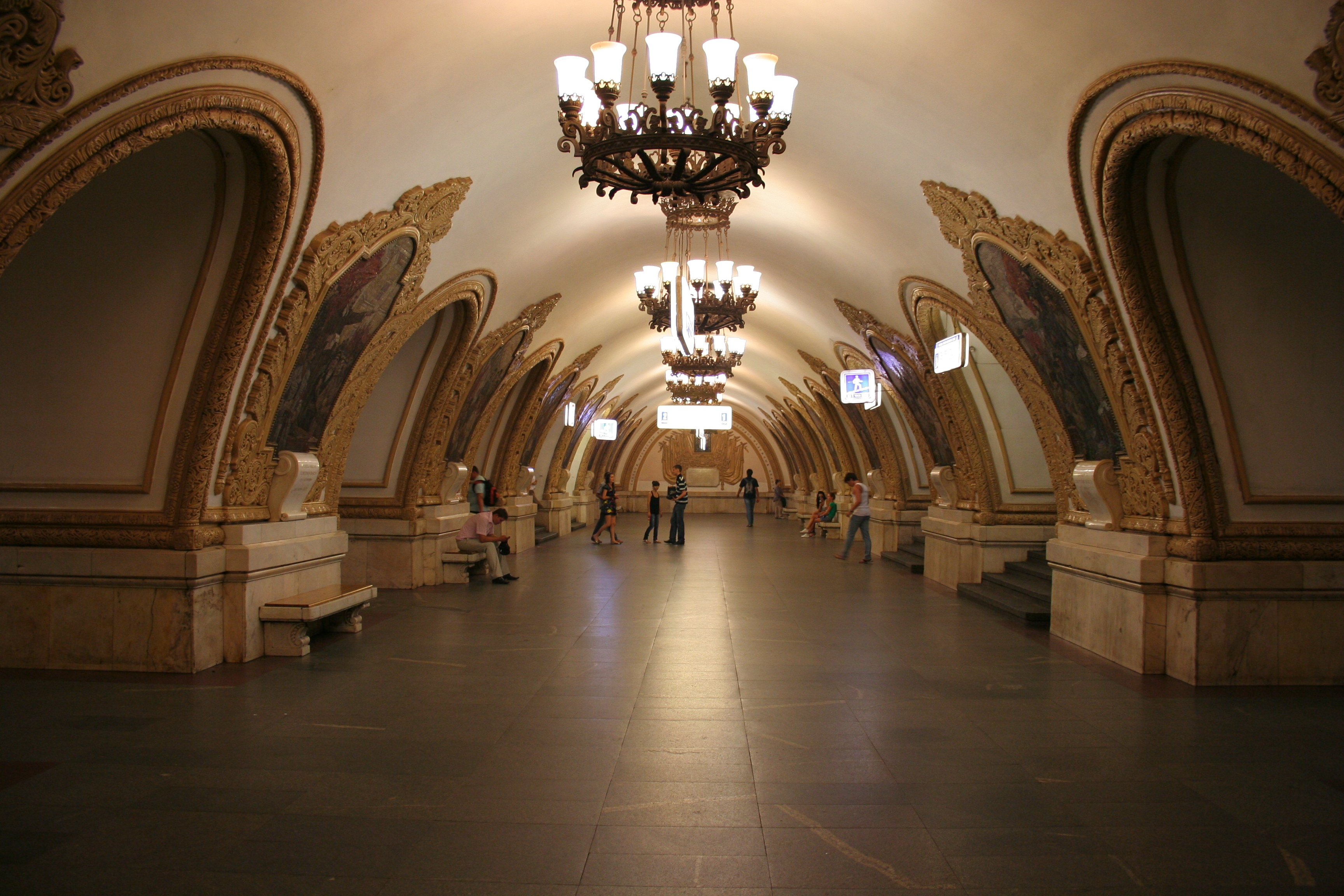
Станция метро «Киевская»-кольцевая

- Универмаг на площади Киевского вокзала (1936 г.);
- Станция метро «Киевская»-кольцевая (1954 г.);

### В других городах

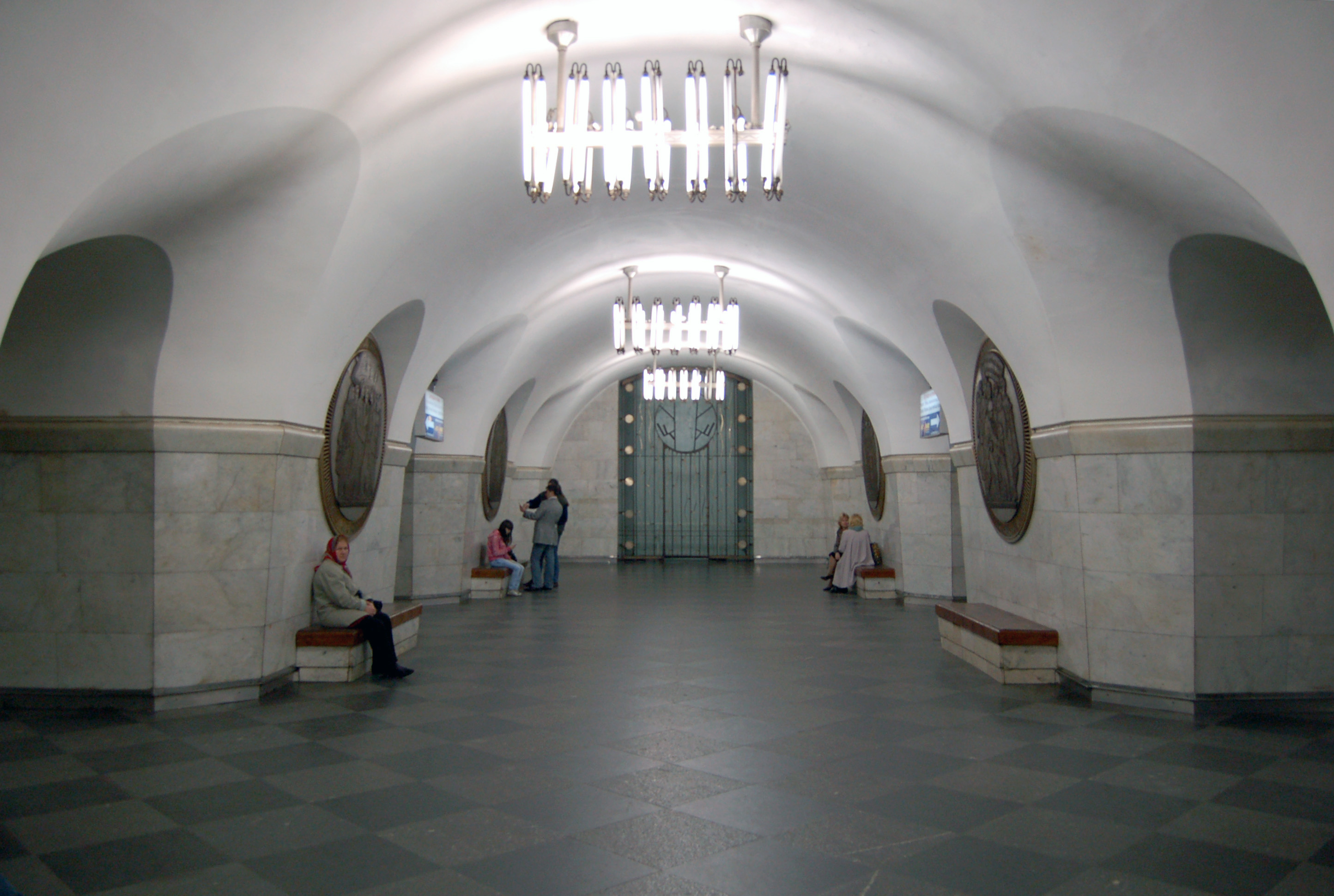
Станция метро «Вокзальная» в Киеве

- Дворец Труда в Ростове-на-Дону (1925 г.; соавторы: В. А. Витман, В. В. Данилов; конкурс);
- Маяк-памятник Христофору Колумбу в Сан-Доминго (1929 г.; соавторы: В. А. Витман, В. В. Данилов; международный конкурс);
- Станция метро «Вокзальная» в Киеве, 1960 г.

## Публикации
- Проекты памятника С. М. Кирову // Архитектура Ленинграда. — 1936. — № 1. — С. 58—63.
- Е. И. Катонин: (Выставка графики). / Обложка (автолитогр.) Е. И. Катонина. Казань: Союз советских архитекторов Татреспублики, 1940. — 12 с., 6 л. ил.; 15х10,5 см. — 170 экз.
- Старый Самарканд [Изоматериал] : автолитографии / проф. Е. И. Катонин ; Под общ. ред. акад. И. Э. Грабаря ; Всерос. Ак. художеств. — Ленинград : Всерос. Акад. художеств, 1945 (Литогр. Акад. наук СССР). — Тит. л., [2] с., 12 литогр. на паспарту в обл.-папке; 42 х 30 см